# Colletes gypsicolens
Colletes gypsicolens là một loài Hymenoptera trong họ Colletidae. Loài này được Cockerell mô tả khoa học năm 1897.